# The Blank Page
The Blank Page è un cortometraggio muto del 1915 diretto da Lucius Henderson.

## Produzione
Il film fu prodotto dall'Independent Moving Pictures Co. of America (IMP).

## Distribuzione
Distribuito dall'Universal Film Manufacturing Company, il film - un cortometraggio in una bobina - uscì nelle sale cinematografiche USA il 3 maggio 1915.